# 경주 단석산 신선사 마애불상군
경주 단석산 신선사 마애불상군(慶州 斷石山 神仙寺 磨崖佛像群)은 대한민국 경상북도 경주시 단석산에 있는 신라시대의 마애불상군이다. 1979년 5월 22일 단석산신선사마애불상군(斷石山神仙寺磨崖佛像群)으로 지정되었다가, 2010년 8월 25일 현재의 명칭으로 변경되었다.

## 개요
경상북도 경주시 건천읍 단석산 중턱에 이르면 거대한 암벽이 ㄷ자 모양으로 높이 솟아 하나의 석실(石室)을 이루고 있음을 볼 수 있다. 여기에 인공적으로 지붕을 덮어서 석굴 법당을 만들었을 것으로 생각되는데, 바위면에는 10구의 불상과 보살상이 새겨져 있어 장관을 이루고 있다.
동북쪽의 독립된 바위면에는 도드라지게 새긴 높이 8.2m의 여래입상이 1구 서 있다. 둥근 얼굴에 미소가 가득하며, 머리 위로 2단으로 된 상투 모양의 머리묶음이 작게 솟아있다. 양 어깨를 감싸고 있는 옷에는 U자형 주름이 선명하고, 트인 가슴 사이로는 띠매듭이 보인다. 오른손은 어깨 높이로 들어 손바닥을 보이고 왼손은 내려 손끝이 아래로 향하여 손바닥이 보이게 하고 있다.
동쪽면에는 높이 6m의 보살상이 새겨져 있는데, 상반신에는 옷을 걸치지 않았으며, 왼손은 들어서 가슴에 대었고 오른손은 몸 앞에서 보병(寶甁)을 쥐고 있다.
마멸이 심해서 분명하지는 않지만 남쪽면에도 광배(光背)가 없는 보살상 1구를 새겨서 앞의 두 불상과 함께 삼존상을 이루고 있다. 이 보살상의 동쪽면에는 400여 자의 글이 새겨져 있는데, ‘신선사(神仙寺)에 미륵석상 1구와 삼장보살 2구를 조각하였다’라는 내용이다.
북쪽 바위면에는 모두 7구의 불상과 보살상, 인물상이 얕게 새겨져 있다. 뒷면에는 왼쪽에서부터 여래입상, 보관이 생략된 보살입상, 여래입상, 반가사유상을 나란히 배치하였다. 반가사유상을 제외하고는 모두 왼손을 동쪽으로 가리키고 있어 본존불로 인도하는 독특한 자세를 보여준다.
아래쪽에는 버선같은 모자를 쓰고 공양을 올리는 모습을 한 공양상 2구와 스님 한분이 새겨졌는데, 신라인의 모습을 추정하는데 중요한 자료가 되고 있다.
7세기 전반기의 불상 양식을 보여주는 이 마애불상군은 우리나라 석굴사원의 시원(始原) 형식을 보여준다는 점에서 그 의의가 클 뿐만 아니라, 당시 신앙의 흐름을 이해하는 데에도 중요한 자료를 제공해주고 있다.

## 사진

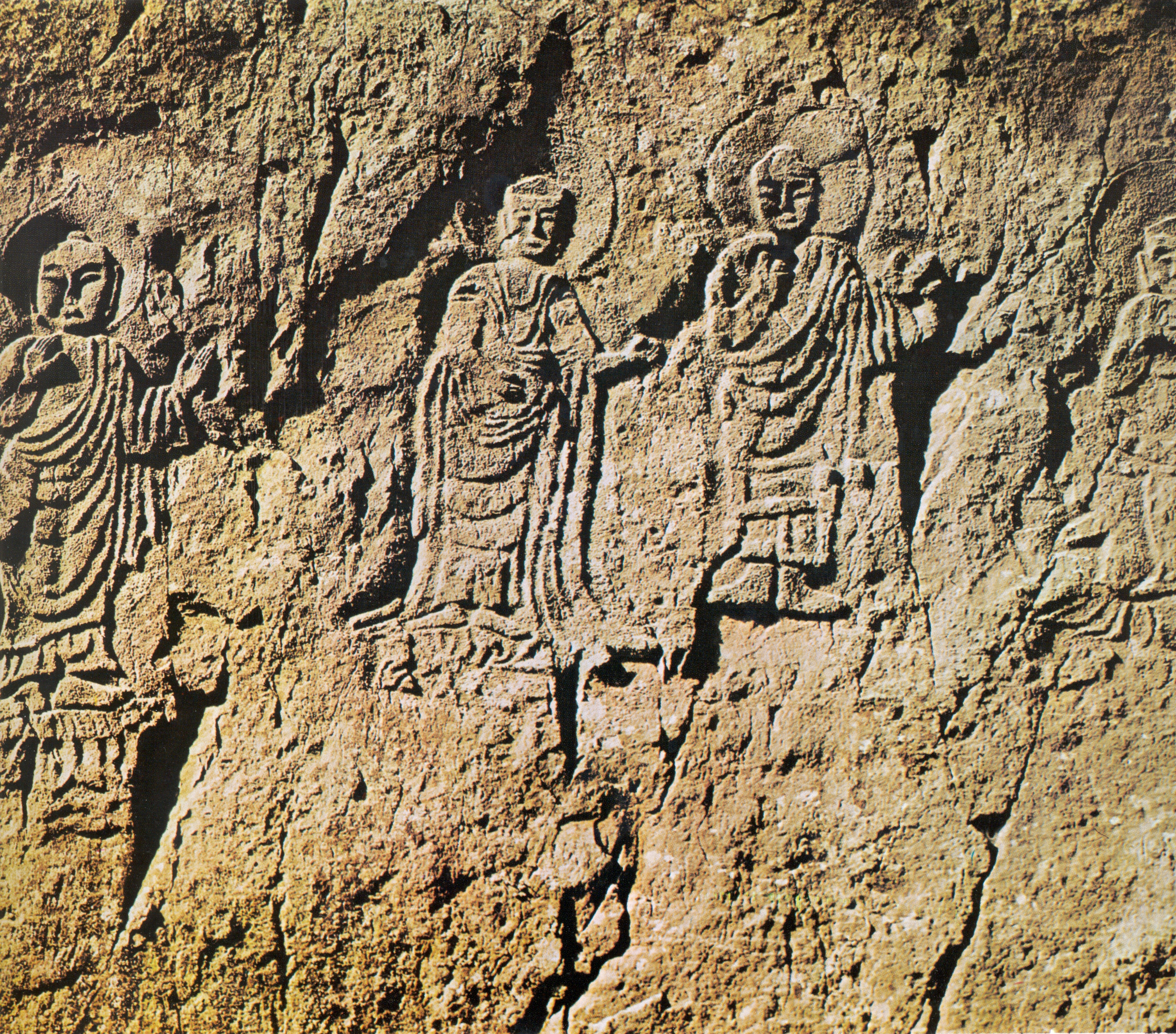
북쪽 바위면에 있는 보살상
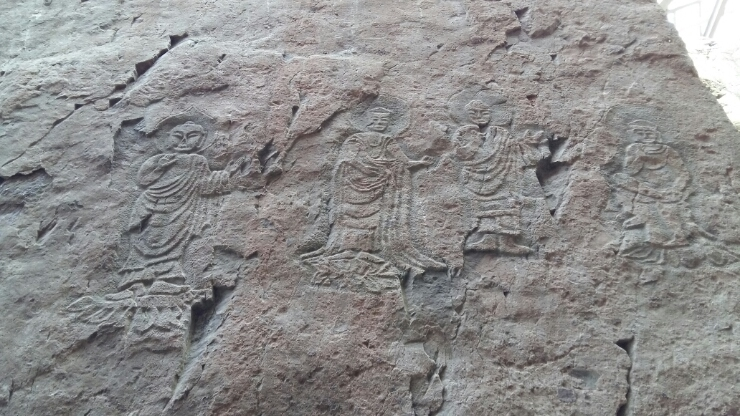
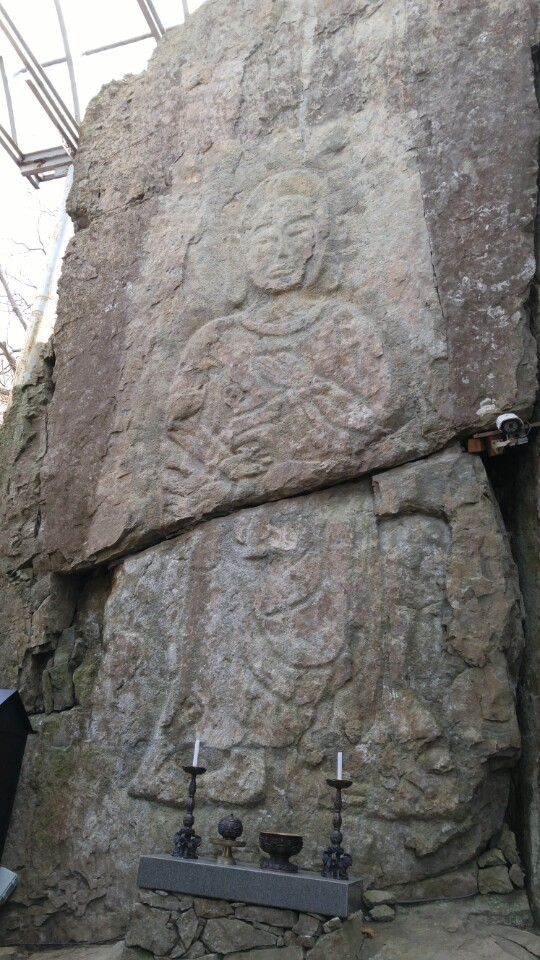

## 같이 보기
- 마애불상군

## 참고 문헌
- 경주 단석산 신선사 마애불상군 - 국가유산청 국가유산포털
- 이 문서에는 다음커뮤니케이션(현 카카오)에서 GFDL 또는 CC-SA 라이선스로 배포한 글로벌 세계대백과사전의 내용을 기초로 작성된 글이 포함되어 있습니다.